# میگاهاهنا
میگاهاهنا (به لاتین: Migahahena) یک منطقهٔ مسکونی در سری‌لانکا است که در استان مرکزی (سری‌لانکا) واقع شده‌است.